# Bár
Bár (deutsch Baar) ist eine ungarische Gemeinde im Kreis Mohács im Komitat Baranya.

## Geografische Lage
Bár liegt sieben Kilometer nordöstlich der Kreisstadt Mohács am rechten Ufer der Donau. Die Nachbargemeinde Dunaszekcső befindet sich fünf Kilometer nordöstlich.

## Geschichte
Als erster schlug der Archäologe Ferenc Fülep (1919–1986) vor, die verstreuten römischen Funde aus Bár in Verbindung mit einer bisher unbekannten Wachturmstelle des pannonischen Donaulimes zu bringen. Das Fundgut aus dem Dorfbereich umfasst Keramik, Eisengegenstände sowie Münzen aus den Regierungszeiten der Kaiser Philippus Arabs (244–249) und Valens (364–378).
Urkundlich wurde Bár erstmals 1296 erwähnt.

## Sehenswürdigkeiten
- Bálint-Báldy-Büste (Báldy Bálint mellszobra), erschaffen 1987
- Nepomuki-Szent-János-Statue (Nepomuki Szent János szobra)
- Römisch-katholische Kirche Nepomuki Szent János, erbaut 1862 im romantischen Stil
- Römisch-katholische Kapelle Szűz Mária neve, erbaut 1832 im barocken Stil
- Szent-Bálint-Bildsäule
- Szentháromság-Statue (Szentháromság-szobor), erschaffen 1892

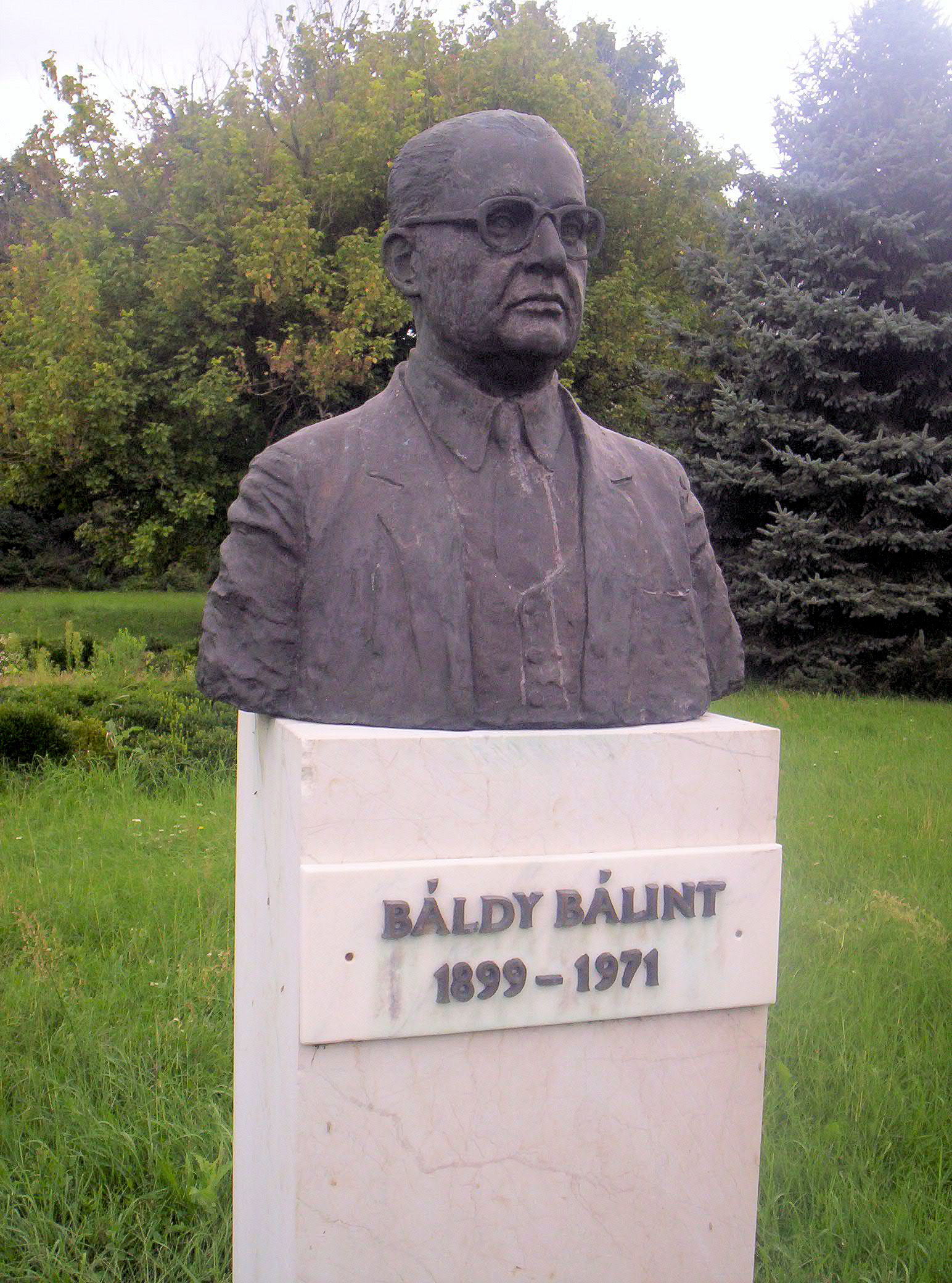
Bálint-Báldy-Büste
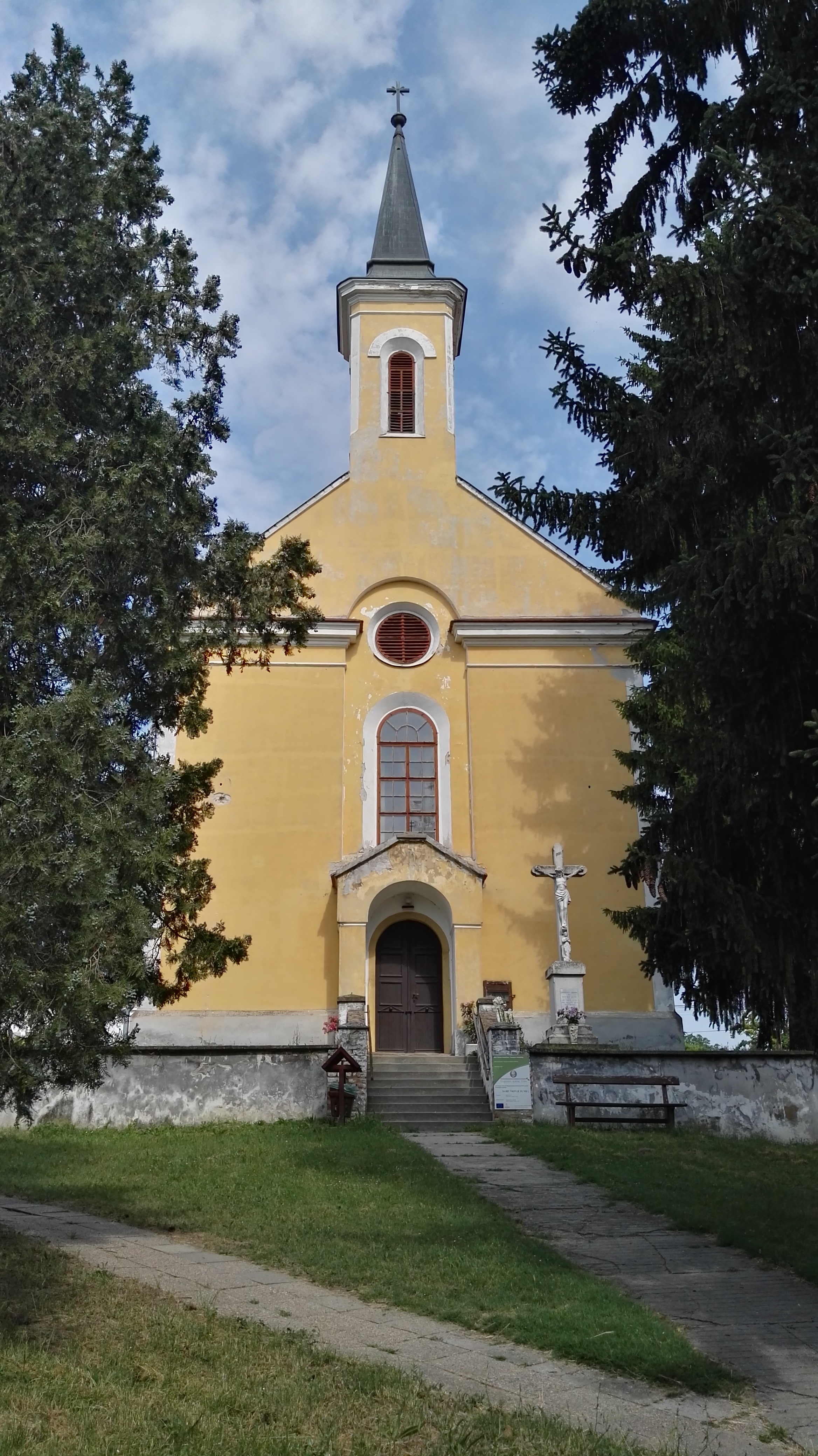
Röm.-kath. Kirche Nepomuki Szent János
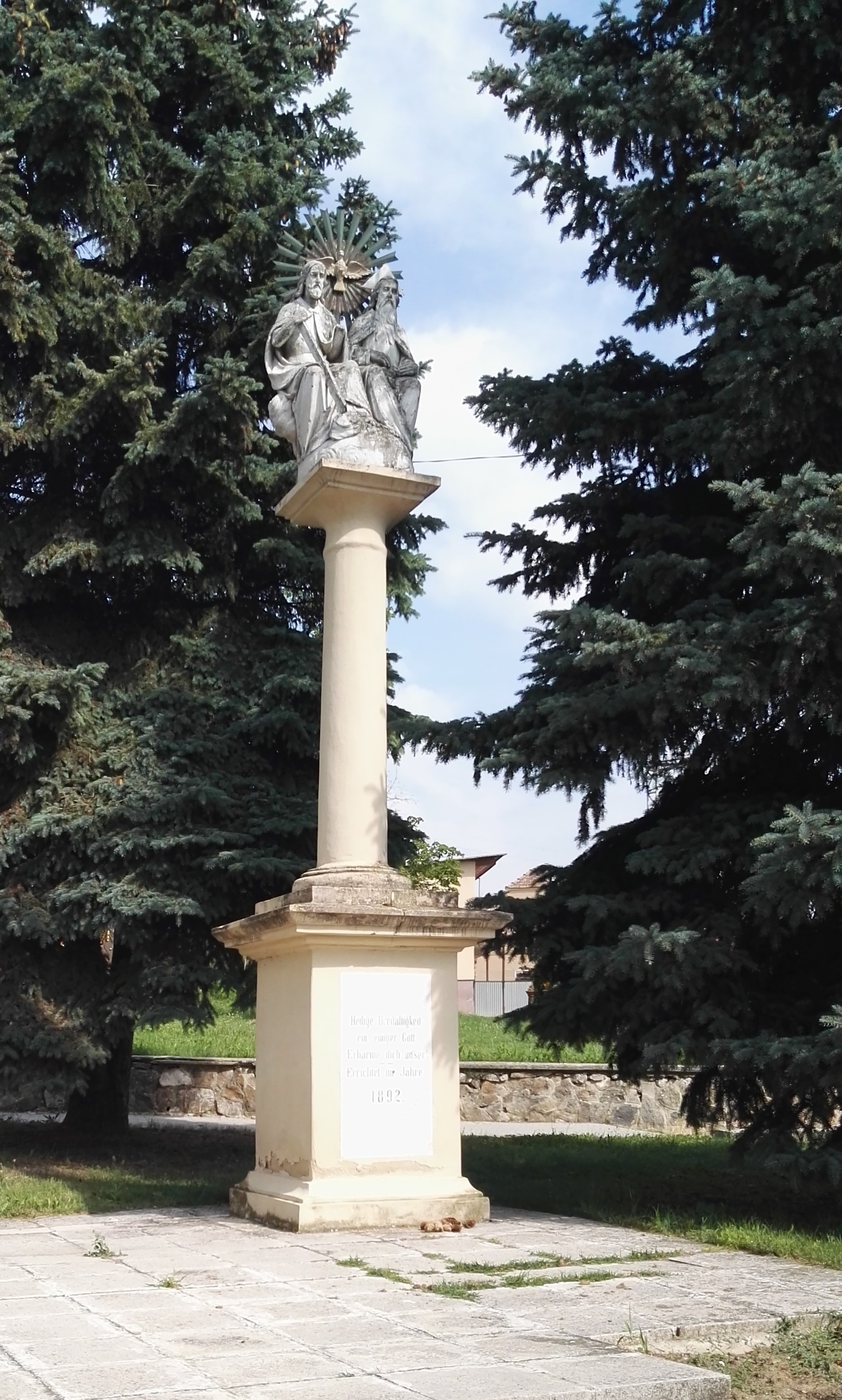
Szentháromság-Statue

## Verkehr
Durch Bár verläuft die Hauptstraße Nr. 56. Es bestehen Busverbindungen nach Mohács sowie über  Dunaszekcső und Bátaszék bis nach Szekszárd. Der nächstgelegene Bahnhof befindet sich in Mohács.